# Đức Minh (nhạc sĩ)
Đức Minh (5 tháng 10, 1941 - 26 tháng 9, 2017) là nhạc sĩ Việt Nam, được tặng Giải thưởng Nhà nước về Văn học Nghệ thuật năm 2007.

## Tiểu sử
Đức Minh tên khai sinh là Tống Đức Minh, sinh ngày 5 tháng 10 năm 1941, tại Lạc Thủy, Hòa Bình. Trước khi vào học Trường Âm nhạc Việt Nam (nay là Học viện Âm nhạc Quốc gia Việt Nam), Đức Minh đã từng có những năm tháng làm nghề thuyết minh chiếu bóng ở Nam Định, rồi học đàn ghita để trở thành diễn viên độc tấu đàn này tại Đoàn Ca múa nhân dân Trung ương (nay là Nhà hát Ca múa nhạc Việt Nam) từ năm 1961.
Năm 1967, Đức Minh học chuyên ngành sáng tác ở Nhạc viện Hà Nội. Tốt nghiệp, ông được điều về Sở Văn hóa Quảng Ninh và làm việc nhiều chục năm tại đây. 
Năm 1993, Đức Minh chuyển về Sở Văn hóa Hà Nội, làm công tác xuất bản âm nhạc ở Xí nghiệp Băng đĩa nhạc Hồ Gươm.
Ông mất ngày 26 tháng 9 năm 2017 tại Hà Nội.

## Sự nghiệp
Ca khúc Trên biển quê hương và Em là hoa pơ-lang của Đức Minh rất nổi tiếng những năm đầu kháng chiến chống Mỹ. Tiếp tục được biết đến qua Cô gái lái tàu, Đảm đang cô gái Hải Dương… Cũng thời kỳ này, ông còn viết khí nhạc như variation cho piano Biển gọi (1995), sonate cho violon… 
Gia tài sáng tác của ông có gần 500 ca khúc, trong đó có khoảng 30 ca khúc về Quảng Ninh, nơi ông công tác hơn 20 năm; nhiều tác phẩm khí nhạc, đặc biệt rất sở trường làm nhạc cho sân khấu (kịch nói, cải lương, chèo), là tác giả phần âm nhạc của hàng trăm vở diễn, điện ảnh và múa.
Ông đã xuất bản tập Ca khúc Đức Minh, kèm theo băng cassette riêng tác giả (Nxb. DIHAVINA và Hội Nhạc sĩ Việt Nam, 1995).
Về âm nhạc, ông đã có 4 giải thưởng của Hội Nhạc sĩ Việt Nam với các tác phẩm: Khúc tình ca bên suối, Tình ca núi rừng, Khúc tự bạch, biến tấu cho violon và piano Biển gọi…
Ông đã được Nhà nước tặng thưởng: Huân chương Kháng chiến hạng Nhì. 
Năm 2007, ông được tặng Giải thưởng Nhà nước về Văn học Nghệ thuật với các ca khúc Em là hoa Pơlang, Cô gái lái tàu, Trên biển quê hương, Đất mỏ quê ta và tác phẩm kịch hát Tiếng đàn Thạch Sanh.

## Tác phẩm chính

### Ca khúc
- Trên biển quê hương
- Đất mỏ quê ta
- Em là hoa pơ-lang
- Cô gái lái tàu,
- Đảm đang cô gái Hải Dương
- Khúc tình ca bên suối,
- Tình ca núi rừng,
- Khúc tự bạch
- Tiếng đàn Thạch Sanh (kịch hát)…

### Khí nhạc
- Biển gọi

### Tuyển tập
- Ca khúc Đức Minh, kèm theo băng cassette riêng tác giả (1995)

## Giải thưởng
- Giải thưởng của Hội Nhạc sĩ Việt Nam (4 lần)

## Khen thưởng
- Huân chương Kháng chiến hạng Nhì

## Vinh danh
- Giải thưởng Nhà nước về Văn học Nghệ thuật năm 2007